# أحمد بن شمس الدين محمد التبريزي
ميرزا أحمد بن شمس الدين محمد التبريزي كان أحد خطاطي القرن الثاني عشر الإيرانيين، وعمل ناسخًا في عهد الشاه سلطان حسين الصفوي. تُوفي عام 1155 م.

## طالع أيضًا
- محمد شفيع التبريزي[الفارسية]